# Frucourt
Frucourt är en kommun i departementet Somme i regionen Hauts-de-France i norra Frankrike. Kommunen ligger i kantonen Hallencourt som tillhör arrondissementet Abbeville. År 2022 hade Frucourt 119 invånare.

## Befolkningsutveckling
Antalet invånare i kommunen Frucourt
| Referens: INSEE |